# Schwenk Putztechnik

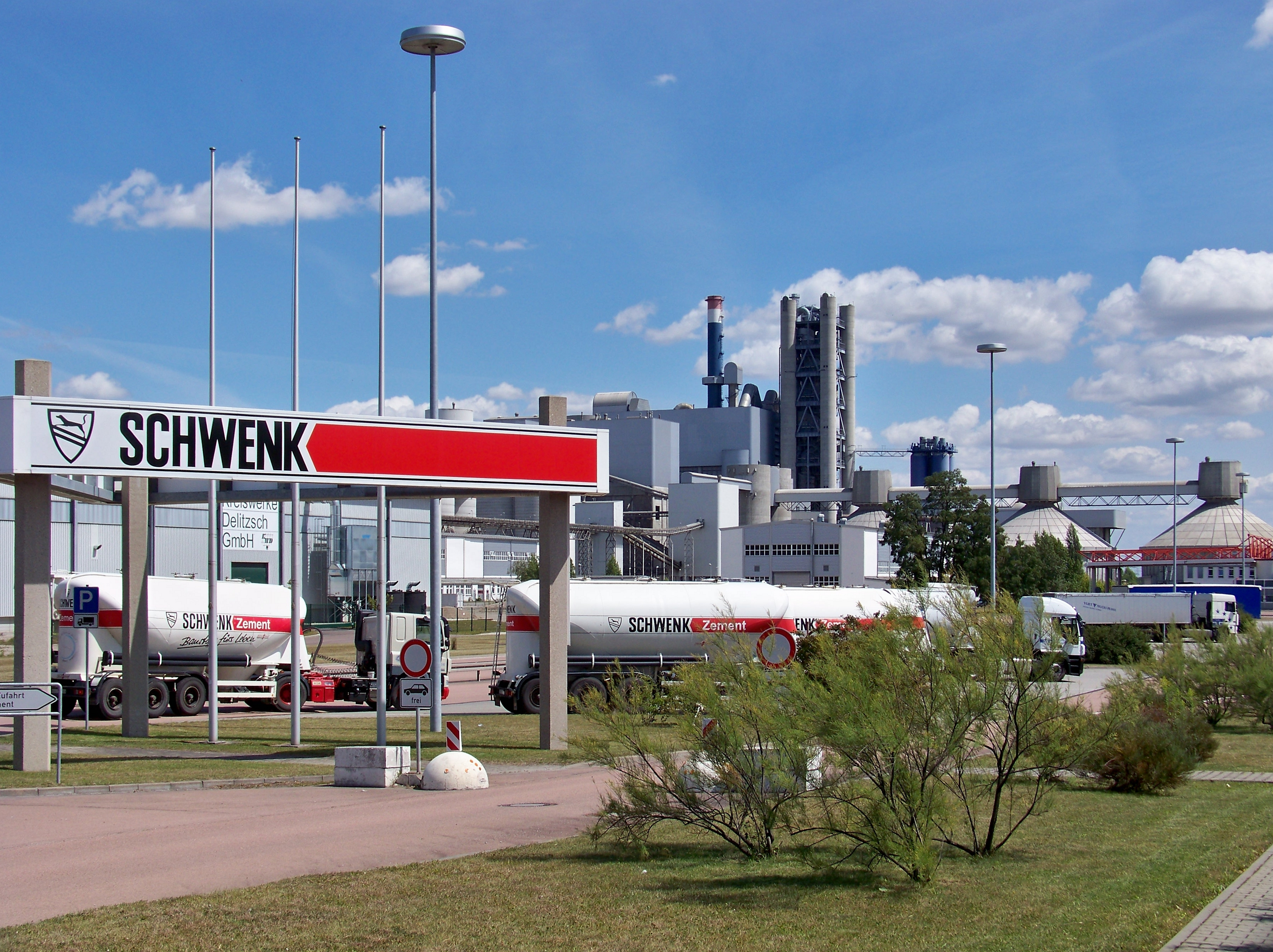
Schwenk Werksstandort in Bernburg (Saale)

Schwenk Putztechnik ist eine Marke der quick-mix Putztechnik GmbH & Co. KG, einer Tochter der quick-mix-Gruppe in Osnabrück. Als bundesweiter Hersteller vertreibt sie Werktrockenmörtel und Wärmedämmverbundsysteme. Bis 2015 war sie als Schwenk Putztechnik GmbH & Co. KG Teil der Schwenk-Gruppe.

## Geschichte Zement
Die Schwenk Zement KG, 1847 von Eduard Schwenk gegründet, wird heute in der fünften Generation von Eduard Schleicher geführt und zählt damit zu den ältesten Familienunternehmen der deutschen Zementbranche. Zum Stammhaus "Zement" gehören u. a. die rechtlich selbständigen Unternehmensbereiche Schwenk Transportbeton GmbH & Co. KG, Lithonplus GmbH & Co. KG, und die Betonbau Holding GmbH.

## Geschichte Putztechnik
In den 50er und 60er Jahren begann die Produktion von Edelkalk und Edelbinder, die als Einzelkomponenten auf der Baustelle mit Sanden zum heute bekannten Werktrockenmörtel zusammengemischt wurden. 1973 entstand im Werk Allmendingen mit den sogenannten Maschinen-Edelkalk-Putzen (MEP) eine erste Serie von Fertigprodukten, die auf der Baustelle lediglich noch mit Wasser vermengt werden mussten.
Die Putzaktivitäten waren seit 1992 in einer reinen Vertriebsgesellschaft gebündelt, aus dieser entstand 2002 die rechtlich selbständige Schwenk Putztechnik.
In den Jahren 2006 und 2013 erhielt die Schwenk Putztechnik von der Fachgruppe Putze der WDVS der Eurobaustoffe die Auszeichnung als "Top-Lieferant".
Im Juli 2015 wurde das Unternehmen von der Sievert Baustoffgruppe übernommen und ist seitdem Teil der quick-mix-Gruppe in Osnabrück.

## Organisation
Die Zentrale der quick-mix Putztechnik GmbH & Co. KG befindet sich in Osnabrück. Werke des Unternehmens befinden sich in Bernburg (Saale), Essen, Wittislingen, Gräfenberg, Karlstadt, Allmendingen und Eigeltingen.

## Lieferprogramm
Das Lieferprogramm umfasst:
- Mauer- und Estrichmörtel
- Putzmörtel
- Oberputze und Fassadenfinish
- Wärmedämmverbundsysteme
- Fliesentechnik